# 寿鶴堂政国
寿鶴堂 政国（じゅかくどう まさくに、生没年不詳）とは、江戸時代の大坂の浮世絵師。

## 来歴
寿好堂よし国の門人、大坂の人。寿鶴堂と号し文政6年（1823年）の頃に役者絵を描いている。

## 作品
- 「風流鍋しま夕すゞみ」　大判錦絵5枚続の内　メトロポリタン美術館所蔵　※文政6年頃
- 「雷丸・中村歌右衛門」　大判錦絵2枚続の内　※文政6年9月、大坂角の芝居『敵討崇禅寺馬場』より。寿暁堂梅国との合作
- 「雀踊・市川鰕十郎」　大判錦絵2枚続の内　※文政6年頃